# Triantafyllos Pasalidis
Triantafyllos Pasalidis (tiếng Hy Lạp: Τριαντάφυλλος Πασαλίδης; sinh ngày 19 tháng 7 năm 1996) là cầu thủ bóng đá chuyên nghiệp người Hy Lạp hiện đang chơi cho câu lạc bộ Salernitana ở vị trí trung vệ.

## Sự nghiệp thi đấu

### Asteras Tripolis
Vào ngày 14 tháng 2 năm 2017, Asteras Tripolis thông báo rằng Pasalidis đã ký hợp đồng có thời hạn 4 năm, hiệu lực từ ngày 1 tháng 7 với câu lạc bộ. Vào ngày 19 tháng 8 năm 2017, Pasalidis có trận ra mắt cho Asteras Tripolis, trận thua 2-1 trên sân nhà trước PAS Giannina. Vào ngày 9 tháng 9 năm 2017, anh ghi bàn thắng đầu tiên cho câu lạc bộ trong trận thua 3–1 trên sân nhà trước Lamia. Vào ngày 19 tháng 11 năm 2017, anh ghi bàn trong chiến thắng 3–0 trên sân khách trước Platanias.

### OFI
Vào ngày 28 tháng 5 năm 2021, câu lạc bộ OFI chính thức công bố về việc ký hợp đồng có thời hạn 3 năm với Pasalidis.

### Salernitana
Vào ngày 31 tháng 1 năm 2024, Pasalidis ký hợp đồng có thời hạn một năm rưỡi với câu lạc bộ Salernitana. Anh có trận ra mắt Serie A cho câu lạc bộ vùng Campania này vào ngày 4 tháng 2, trong trận hòa 0-0 với Torino. Ở phút thứ 70 của trận đấu, anh phải rời sân do dính chấn thương ở vai.

## Sự nghiệp quốc tế
Pasalidis từng đại diện cho đội tuyển U-21 Hy Lạp, với 11 lần ra sân từ năm 2017 đến năm 2018. Anh từng được gọi triệu tập lên Đội tuyển bóng đá quốc gia Hy Lạp nhằm thi đấu giao hữu với Ả Rập Xê Út vào ngày 15 tháng 5 năm 2018, nhưng không được sử dụng trong trận đấu đó.